# شبرق أفعى الماء
شبرق أفعى الماءأو دبيق أو حمص الغزال (باللاتينية: Ononis natrix) نوع نباتي ينتمي إلى جنس الشبرق من الفصيلة البقولية.

## الموئل والانتشار
موطنه بلاد الشام والمغرب العربي ومعظم مناطق حوض البحر الأبيض المتوسط.

## مرادفات للاسم العلمي
- (باللاتينية: Ononis ambigua Lange)